# Eparchia almietjewska
Eparchia almietjewska – jedna z eparchii Rosyjskiego Kościoła Prawosławnego. Razem z eparchią kazańską i eparchią czystopolską tworzy metropolię tatarstańską.
Utworzona na mocy decyzji Świętego Synodu Rosyjskiego Kościoła Prawosławnego z 6 czerwca 2012 poprzez wydzielenie z eparchii kazańskiej i tatarstańskiej. Jej pierwszym ordynariuszem został 11 lipca 2012 Metody (Zajcew). Eparchii podlegają prawosławne parafie w rejonach aktanyskim, almietjewskim, aznajewskim, bawlińskim, bugulmińskim, leninogorskim, muslumowskim, sarmanowskim i zaińskim Tatarstanu.

## Dekanaty
W skład eparchii wchodzi 7 dekanatów:
- almietjewski miejski;
- almietjewski rejonowy;
- aznajewski;
- bawliński;
- bugulmiński;
- leninogorski;
- zaiński.